# هتمانات القوزاق
هتمانات القوزاق المعروفة ايضا بإسم الدولة الهتمانية القوزاقية (بالأوكرانية: Гетьма́нщина، المُعربة: هتمانشينا)، والمعروفة رسميًا باسم جيش زابوروجي (بالأوكرانية: Військо Запорозьке، المُعربة: فييسكو زابوروزكي؛ باللاتينية: Exercitus Zaporoviensis)، كانت دولة قوزاقية أوكرانية. امتدّت أراضيها بشكل رئيسي في وسط أوكرانيا، بالإضافة إلى أجزاء من بيلاروسيا وجنوب غرب روسيا. وُجدت هذه الدولة بين عامي 1649 و1764، على أن نظامها الإداري والقضائي استمر قائمًا حتى عام 1781.
تأسست الهتمانية في الأراضي الشرقية التابعة للكومنولث البولندي–الليتواني، وذلك بموجب معاهدة زبوريف التي وقعت في 18 أغسطس 1649 بين بوهدان خملنيتسكي (هتمان جيش زابوروجي) وآدم كيسيل (ممثل القوات البولندية)، نتيجةً لـ ثورة خملنيتسكي. وتُعد معاهدة بيرياسلاف عام 1654 التي أسست علاقة تبعية بين الهتمانية والقيصرية الروسية نقطة مفصلية في تأريخ الهتمانية، سواء في التأريخ السوفييتي أو الأوكراني أو الروسي.
فرض مجلس بيرياسلاف الثاني عام 1659 قيودًا على استقلال الهتمانية، وحاول الجانب الروسي لاحقًا التقليل من شأن الاتفاقيات مع يوري خملنيتسكي عام 1659، واعتبارها مجرد تكرار "لاتفاقيات بوهدان السابقة" لعام 1654. وفي معاهدة أندروسوفو عام 1667، التي أُبرمت من دون تمثيل للهتمانية القوزاقية، رسمت الحدود بين الدولة البولندية والروسية، ما أدى إلى تقسيم أراضي الهتمانية على ضفتي نهر الدنيبر، ووُضعت منطقة زابوروجي سيتش تحت إدارة روسية–بولندية مشتركة من الناحية الشكلية.
في عام 1708، فشلت محاولة إيفان مازيبا لفك الارتباط مع روسيا، ونتيجة لذلك تم ضم المنطقة بأكملها إلى محافظة كييف. كما تم تقليص الحكم الذاتي القوزاقي بشكل حاد. وفي عام 1764،ألغت الإمبراطورة كاثرين الثانية رسميًا منصب الهتمان، وتم دمج الهتمانية في كيان إداري جديد عرف باسم محافظة روسيا الصغرى تحت قيادة بيوتر روميانتسيف، حتى تم إلغاء آخر ما تبقى من النظام الإداري للهتمانية في عام 1781.